# Tracktor Bowling (альбом)
Tracktor Bowling — альбом группы «Tracktor Bowling». Вышел в 2010 году на лейбле СОЮЗ Records. Альбом состоит из двух дисков. Первый диск — Audio-CD, второй диск — Multimedia-CD

## Критика
По мнению Владимира Смирнова из Fuzz, этот альбом несёт в себе «тот самый романтичный олдскульный альтернативный рок, лиричный и агрессивный», рассмотрев при этом как плюсы, так и минусы пластинки. Игорь Лисник со Звуки.ру отметил, что «поклонники получили хорошую, крепкую, мощную, тестостероновую пластинку».

## Список композиций

### Диск 1 (Audio-CD)
1. Intro
2. Ничья
3. Правда
4. Мы
5. Time Theme
6. Время (Album cut)
7. Ни шагу назад
8. Ради чего?
9. Heart Theme
10. Сердце
11. Heart Instrumental
12. Рок
13. Memory Theme
14. Я помню...
15. Scars Theme
16. Шрамы
17. Outro + Время (Acoustic hidden bonus track)

### Диск 2 (Multimedia-CD)
1. Мы (bro version)
2. Мы (karaoke version)
3. Мы (видеоклип)
4. Tracktor Bowling` or Stay True! (Home Video)